# Kayabachō (métro de Tokyo)
Kayabachō (茅場町駅, Kayabachō-eki) est une station du métro de Tokyo sur les lignes Hibiya et Tōzai dans l'arrondissement de Chūō à Tokyo. Elle est exploitée par le Tokyo Metro.

## Situation sur le réseau
La station Kayabachō est située au point kilométrique (PK) 11,1 de la ligne Hibiya et au PK 12,0 de la ligne Tōzai.

## Histoire
La station a été inaugurée le 28 février 1963.

## Services aux voyageurs

### Accès et accueil
La station est ouverte tous les jours.
La station de la ligne Tōzai se compose d'un quai central encadré par 2 voies. La station de la ligne Hibiya se compose de 2 quais encadrant 2 voies.
En moyenne, 124 210 voyageurs ont fréquenté quotidiennement la station en 2015.

### Desserte
- Ligne Hibiya :
  - voie 1 : direction Naka-Meguro
  - voie 2 : direction Kita-Senju (interconnexion avec la ligne Tōbu Skytree pour Kuki et Minami-Kurihashi)
- Ligne Tōzai :
  - voie 3 : direction Nishi-Funabashi (interconnexion avec la ligne Tōyō Rapid pour Tōyō-Katsutadai ou la ligne Chūō-Sōbu pour Tsudanuma)
  - voie 4 : direction Nakano (interconnexion avec la ligne Chūō-Sōbu pour Mitaka)

Installations de la station
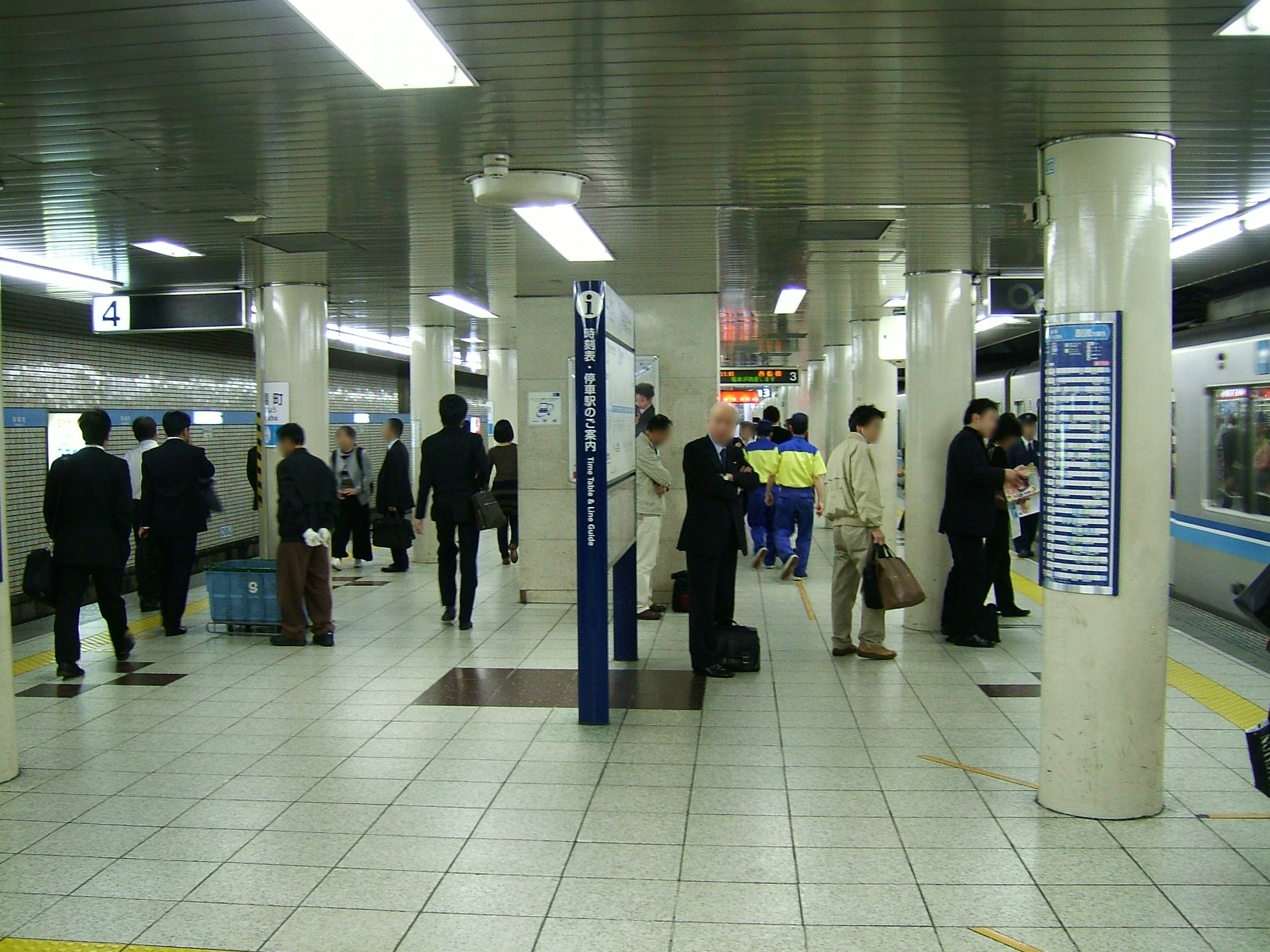
Quai de la ligne Tōzai
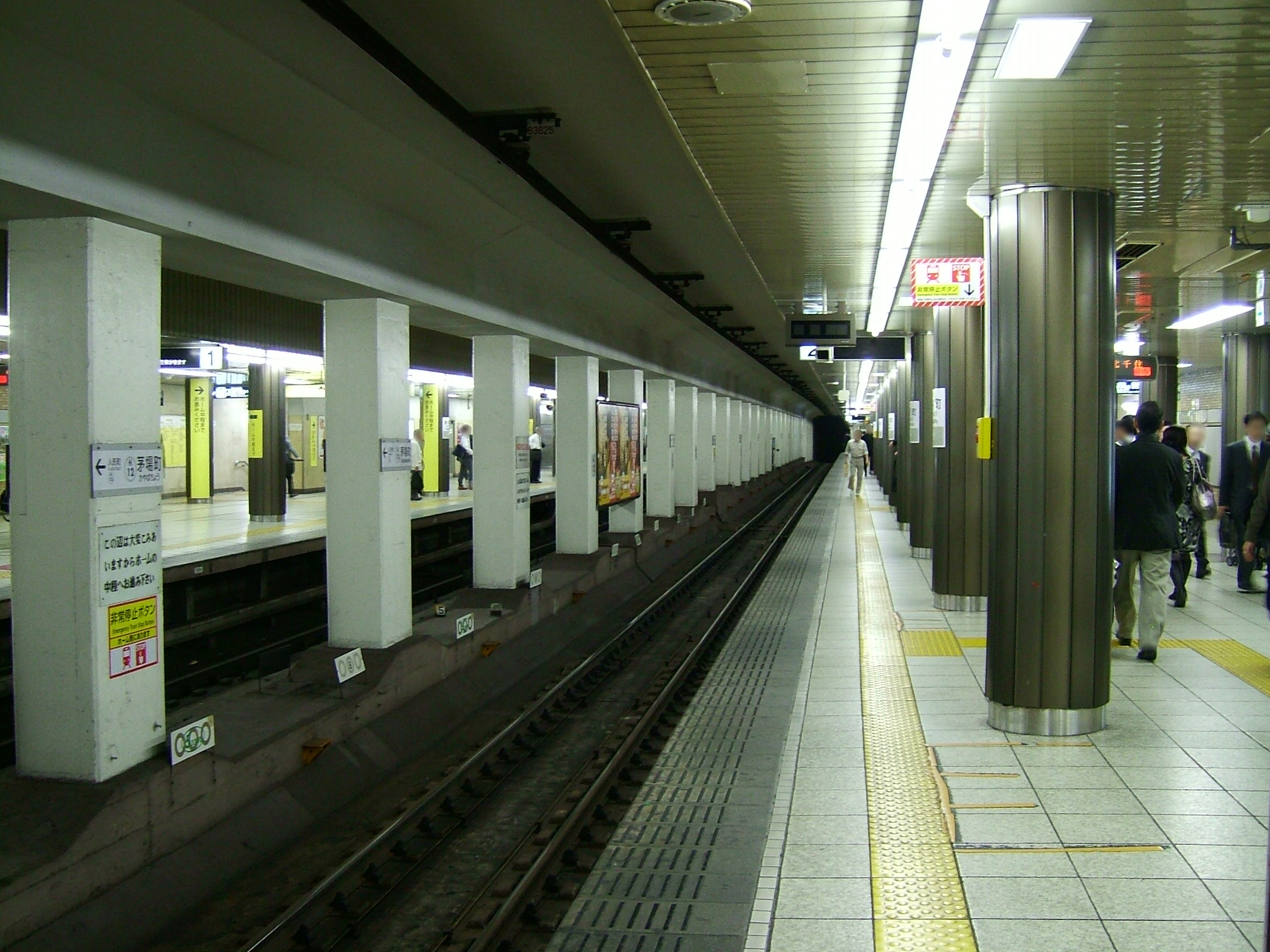
Quais de la ligne Hibiya

## A proximité
- Bourse de Tokyo